# Бела Кун
Бе́ла Кун (угор. Kun Béla), ім'я при народженні Бе́ла Кон (угор. Kohn Béla; 20 лютого 1886, Сіладьчех, Австро-Угорщина — 29 серпня 1938, на Бутовський полігон, РРФСР, СРСР) — угорський політик-комуніст та більшовицький революціонер єврейського походження. У березні 1919 проголосив Угорську Радянську республіку, що проіснувала 133 дні.
Розстріляний під час сталінського терору.

## Життєпис
Народився у сім'ї сільського писаря-єврея. Закінчив реформатську колегію (гімназію). Навчався в Клузькому університеті на юридичному факультеті.
З 1902 — член соціал-демократичної партії Угорщини.
Під час Першої світової війни як австро-угорський солдат потрапив до російського полону, де вступив до більшовицької партії.
У березні 1918 створив угорську групу РКП(б), а згодом — Федерацію Зарубіжних Груп. Також організував у Червоній армії загони з угорських військовополонених. Як комісар такого загону брав участь у розстрілі заручників та «класових ворогів».
У листопаді 1918 незаконно повернувся до Угорщини, де його було заарештовано, а після революції — звільнено.
В Угорській Радянській республіці, що постала у березні 1919, виконував функції народного комісара закордонних та військових справ, проте як лідер угорських комуністів був де-факто першою особою держави. Всупереч порадам Леніна його уряд не роздав поміщицькі землі селянам, натомість націоналізувавши їх. Через це уряд протримався лише 133 дні, поки його не скинула румунська інтервенція та війська Міклоша Горті.
Через Австрію Кун перебрався до РРФСР, де під час Громадянської війни служив комісаром. На його відповідальності масовий розстріл в Криму офіцерів Білої армії, котрим обіцяли амністію.
З часу призначення головою Кримревкому постійно надсилав реляції до ЦК РКП(б), в яких наполягав на тому, щоб «прибрати» з Криму всіх «старих» більшовиків (тих, хто брав участь у революційному русі ще з 1917) — дуже популярного на півострові Юлія Гавена («через його недостатню твердість та стійкість»), С. Бабахана, І. Фірдевса, першого редактора газети «Красный Крым», колишнього меншовика П. Новицького, Л. Немченка та багатьох інших, а замість них прислати з Москви «перевірених» товаришів.
16 листопада 1920 організовано Кримревком на чолі з Бела Куном, який зосередив в своїх руках всю повноту влади на півострові. У лютому 1921 відкликаний з Криму та направлений працювати на керівну партійну роботу на Урал.
У 1921 направлено в Веймарську республіку, де його завданням було організувати комуністичне повстання. З 1921 був член виконавчого комітету Комуністичного інтернаціоналу та лідер Угорської комуністичної партії. Прихильник політики Сталіна.
З 1928 року мешкав у СРСР, де наприкінці 1930-х був заарештований за звинуваченням у троцькізмі і згодом розстріляний.
Коли в 1956 його було реабілітовано, КПРС надала інформацію, що він помер 30 листопада 1939 у в'язниці. Згодом, у 1989 уряд СРСР заявив, що Куна було розстріляно на Бутовському полігоні 29 серпня 1938.